# (2446) Lunacharsky
(2446) Lunacharsky es un asteroide perteneciente al cinturón de asteroides, descubierto el 14 de octubre de 1971 por la astrónoma soviética Liudmila Chernyj desde el Observatorio Astrofísico de Crimea.

## Designación y nombre
Designado provisionalmente como  1971 TS2. Fue nombrado Lunacharsky en honor al literato ruso Anatoli Lunacharski.